# Miss Mundo 2006
Miss Mundo 2006 fue la 56.ª edición del Miss Mundo, tuvo lugar en Varsovia, Polonia, el sábado 30 de septiembre. La sede fue la Sala Kongresowa, el principal auditorio del Palacio de la Cultura y la Ciencia. Era la primera vez que se celebraba en una ciudad europea distinta de Londres, Reino Unido, donde se celebró en 2002. El concurso concluyó oficialmente con la elección de Taťána Kuchařová de la República Checa, que fue coronada Miss Mundo 2006 por la titular saliente Unnur Birna Vilhjálmsdóttir, de Islandia.
Compitieron un total de 104 países, el tercer mayor número tras 2004 y 2003. Todas las concursantes se dividieron en seis grupos regionales: África, Américas, Asia y el Pacífico, el Caribe, Europa del Norte y Sur de Europa.
Gdynia fue la ciudad anfitriona del concurso Miss Beach Beauty, Gizycko acogió el de Miss Deporte y Breslavia la competencia de Miss Talento. El cuarto certamen fue Belleza con un propósito.

## Resultados
| Resultado Final         | Delegada |
| ----------------------- | --- |
| Miss Mundo 2006         | - República Checa - Taťána Kuchařová |
| 1.ª. Finalista          | - Rumania - Ioana Boitor |
| 2.ª. Finalista          | - Australia - Sabrina Houssami |
| Finalistas (Top 6)      | - Angola - Stiviandra Oliveira - Brasil - Jane Borges - Jamaica - Sara Lawrence |
| Semifinalistas (Top 17) | - Canadá - Malgosia Majewska - Ghana - Lamisi Mbillah - India - Natasha Suri - Líbano - Annabella Hilal - México - Karla Jiménez - Namibia - Anna Nashandi - Irlanda del Norte - Catherine Milligan - Puerto Rico - Thebyam Carrión - Escocia - Nicola McLean - Venezuela - Federica Guzmán - Vietnam - Mai Phương Thúy |

### Reinas de Belleza regionales
- De las 17 semifinalistas, un grupo de jueces seleccionó a las ganadoras de cada grupo regional que recibieron los respectivos títulos Miss Mundo Regional. Fue el Top 6.

| Resultados Finales          | Candidata               |
| --------------------------- | ----------------------- |
| Miss Mundo America          | - - Jane Borges         |
| Miss Mundo Europa del Norte | - - Taťána Kuchařová    |
| Miss Mundo Europa del Sur   | - - Ioana Boitor        |
| Miss Mundo Asia & Oceanía   | - - Sabrina Houssami    |
| Miss Mundo Caribe           | - - Sara Lawrence       |
| Miss Mundo Africa           | - - Stiviandra Oliveira |

### Resultados Belleza Playera
- Ganadora: Federica Guzmán  Venezuela
- 1.ª Dama: Taťána Kuchařová  República Checa
- 2.ª Dama: Natasha Suri  India
- 3.ª Dama: Stiviandra Oliveira  Angola
- 4.ª Dama: Colleen Francisca Pereira  Singapur
- Top 10: Latoya Tamara McDowald (Barbados), Marzena Cieślik (Polonia), Ioana Valentina Boitor (Rumania), Nicola McLean (Escocia), Inmaculada Torres del Rey (España)
- Top 25: Ana María Ortiz Rodal (Bolivia), Ana María Ortiz Rodal (Bosnia y Herzegovina), Jane de Sousa Borges Oliveira (Brasil), Malgorzata Majewska (Canadá), Elizabeth Loaiza Junca (Colombia), Nino Kalandadze (Georgia), Sarah Morrissey (Irlanda), Elizaveta Migatcheva (Italia), Sara Lawrence (Jamaica), Abiola Bashorun (Nigeria), Gisselle Bissot (Panamá), Anna Maris Igpit (Filipinas), Thebyam Carrion (Puerto Rico), Iris Mulej (Eslovenia), Cathrin Skog (Suecia).

### Resultado Deportes
- Ganadora: Malgorzata Majewska  Canadá
- 1.ª Dama: Thebyam Carrion  Puerto Rico
- 2.ª Dama: Liga Meinarte  Letonia
- Top 24:
  - Asia Pacífico: Kristania Besouw (Indonesia), Kazuha Kondo (Japón), Sharon Park (Corea), Selenge Erdene-Ochir (Mongolia)
  - Europa del Norte: Jenniina Tuokko (Finlandia), Sabina Chukayeva (Kazajistán), Liga Meinarte (Letonia), Aleksandra Mazur (Rusia)
  - Europa del Sur: Renata Toth (Hungría), Elizaveta Migatcheva (Italia), Ivana Knezevic (Montenegro), Magdalena Sebestova (Eslovenia)
  - Caribe: Ambuyah Ebanks (Islas Caimán), Stephanie Colosse (Martinica), Thebyam Carrion (Puerto Rico), Tineke De Freitas (Trinidad y Tobago)
  - América: Malgorzata Majewska (Canadá), Jackeline Piccinini (Guatemala), Karla Jiménez (México), Brooke Angus (Estados Unidos)
  - África: Lorato Tebogo (Botsuana), Anna Nashandi (Namibia), Thuli Sithole (Sudáfrica), Katanekwa Matundwelo (Zambia)

### Resultado Talento
- Ganadora: Catherine Milligan  Irlanda del Norte
- 1.ª Dama: Elizaveta Migatcheva  Italia
- 2.ª Dama: Lorraine Maphala  Zimbabue
- 3.ª Dama: Leisi Poldsam  Estonia
- 4.ª Dama: Selenge Erdene-Ochir  Mongolia
- Top 10: Latoya McDowald (Barbados), Ivana Ergic (Croacia), Natasha Suri (India), Patrice Juah (Liberia), Sara Almeida (Portugal)

### Resultado Belleza con Propósito
- Ganadora: Lamisi Mbillah  Ghana
- 1.ª Dama: Thebyam Carrion  Puerto Rico

### Premios especiales

#### Resultado Premio Diseñadores del Mundo
- Ganadora: Ivana Ergic  Croacia
- 1.ª Dama: Sheryl Baas  Países Bajos
- 2.ª Dama: Natasha Suri  India
- 3.ª Dama: Khadijah Kiptoo  Kenia
- 4.ª Dama: Sarah Morrisey  Irlanda
- Top 20: Stiviandra Oliveira (Angola), Shanandoa Wijshijer (Aruba), Latoya McDowald (Barbados), Duo Liu (China), Elizabeth Loaiza (Colombia), Tatiana Kucharova (República Checa), Paola Torres (República Dominicana), Elizaveta Migatcheva (Italia), Annabella Hilal (Líbano), Vanesha Seetohul (Mauricio), Marzena Cieslik (Polonia), Ioana Boitor (Rumania), Brooke Angus (Estados Unidos), Federica Guzmán (Venezuela), Mai Phuong (Vietnam)

## Concursantes
| País                            | Concursante                   | Edad | Altura (cm) | Región             | Ciudad       |
| ------------------------------- | ----------------------------- | ---- | ----------- | ------------------ | ------------ |
| Alemania                        | Edita Orascanin               | 17   | 181         | Europa del Norte   |              |
| Angola                          | Stiviandra Oliveira           | 18   | 175         | África             |              |
| Argentina                       | Beatriz Vallejos              | 19   | 174         | América            | Corrientes   |
| Aruba                           | Shanandoa Wijshijer           | 19   | 174         | Caribe             |              |
| Australia                       | Sabrina Houssami              | 20   | 172         | Asia y el Pacífico |              |
| Austria                         | Tatjana Batinic               | 20   | 177         | Europa del Norte   | Viena        |
| Bahamas                         | Deandrea Conliffe             | 24   | 178         | Caribe             |              |
| Barbados                        | Latoya McDowald               | 17   | 180         | Caribe             |              |
| Bielorrusia                     | Ekaterina Litvinova           | 22   | 175         | Europa del Norte   | Maguilov     |
| Bélgica                         | Virginie Claes                | 23   | 170         | Europa del Norte   |              |
| Bolivia                         | Ana María Ortiz               | 17   | 180         | América            | Beni         |
| Bosnia y Herzegovina            | Azra Gazdić                   | 17   | 174         | Europa del Sur     |              |
| Botsuana                        | Lorato Tebogo                 | 21   | 162         | África             |              |
| Brasil                          | Jane de Souza Borges Oliveira | 21   | 180         | América            | Goiânia      |
| Bulgaria                        | Slavena Vatova                | 17   | 177         | Europa del Sur     |              |
| Camboya                         | Sun Srey Mom                  | 23   | 173         | Asia y el Pacífico |              |
| Canadá                          | Malgosia Majewska             | 24   | 181         | América            | Ottawa       |
| Chile                           | Constanza Silva               | 18   | 174         | América            |              |
| China                           | Emma Liu Duo                  | 24   | 178         | Asia y el Pacífico | Pekín        |
| Chipre                          | Eli Manoli                    | 18   | 169         | Europa del Sur     |              |
| Colombia                        | Elizabeth Loaiza Junca        | 17   | 174         | América            | Cali         |
| Corea del Sur                   | Sharon Park                   | 21   | 178         | Asia y el Pacífico |              |
| Costa Rica                      | Bélgica Arias                 | 22   | 176         | América            |              |
| Croacia                         | Ivana Ergić                   | 19   | 173         | Europa del Sur     |              |
| Curazao                         | Fyrena Martha                 | 20   | 175         | Caribe             |              |
| Dinamarca                       | Sandra Spohr                  | 19   | 174         | Europa del Norte   |              |
| Ecuador                         | María Rebeca Flores           | 23   | 172         | América            | Cuenca       |
| El Salvador                     | Tatiana Romero                | 20   | 175         | América            | San Salvador |
| Escocia                         | Nicola McLean                 | 22   | 180         | Europa del Norte   |              |
| Eslovaquia                      | Magdalena Sebestova           | 20   | 171         | Europa del Sur     |              |
| Eslovenia                       | Iris Mulej                    | 25   | 173         | Europa del Sur     |              |
| España                          | Inmaculada Torres             | 24   | 180         | Europa del Sur     | Toledo       |
| Estados Unidos                  | Brooke Elizabeth Angus        | 24   | 176         | América            | Essex        |
| Estonia                         | Leisi Poldsam                 | 19   | 175         | Europa del Norte   |              |
| Etiopía                         | Amleset Muchie                | 19   | 171         | África             |              |
| Filipinas                       | Anna Maris Igpit              | 19   | 168         | Asia y el Pacífico |              |
| Finlandia                       | Jenniina Tuokko               | 17   | 172         | Europa del Norte   |              |
| Francia                         | Laura Fasquel                 | 19   | 174         | Europa del Sur     |              |
| Gales                           | Sarah Fleming                 | 17   | 173         | Europa del Norte   |              |
| Georgia                         | Nino Kalandaze                | 17   | 180         | Europa del Sur     |              |
| Ghana                           | Lamisi Mbillah                | 23   | 174         | África             |              |
| Gibraltar                       | Hayley O'Brien                | 20   | 167         | Europa del Sur     |              |
| Grecia                          | Irene Karra                   | 20   | 176         | Europa del Sur     |              |
| Guadalupe                       | Caroline Beavis               | 21   | 180         | Caribe             |              |
| Guatemala                       | Jackeline Piccinini           | 22   | 175         | América            | Mazatenango  |
| Guyana                          | Dessia Braithwaite            | 24   | 175         | América            |              |
| Hong Kong                       | Janet Ka Wai Chow             | 23   | 165         | Asia y el Pacífico | Hong Kong    |
| Hungría                         | Renata Toth                   | 21   | 174         | Europa del Sur     |              |
| India                           | Natasha Suri                  | 21   | 172         | Asia y el Pacífico |              |
| Indonesia                       | Kristania Besouw              | 21   | 172         | Asia y el Pacífico |              |
| Inglaterra                      | Eleanor Glynn                 | 20   | 175         | Europa del Norte   |              |
| Irlanda                         | Sara Morrissey                | 24   | 173         | Europa del Norte   |              |
| Irlanda del Norte               | Catherine Jean Milligan       | 19   | 176         | Europa del Norte   |              |
| Islandia                        | Asdis Hallgrimsdottir         | 19   | 171         | Europa del Norte   |              |
| Islas Caimán                    | Ambuyah Ebanks                | 21   | 183         | Caribe             |              |
| Israel                          | Yael Nizri                    | 18   | 170         | Europa del Sur     |              |
| Italia                          | Elizaveta Migatcheva          | 17   | 177         | Europa del Sur     | Bologna      |
| Jamaica                         | Sara Lawrence                 | 21   | 174         | Caribe             |              |
| Japón                           | Kazuha Kondo                  | 21   | 172         | Asia y el Pacífico | Kioto        |
| Kazajistán                      | Sabina Chukayeva              | 18   | 178         | Europa del Norte   |              |
| Kenia                           | Khadijah Kiptoo               | 21   | 171         | África             |              |
| Letonia                         | Liga Meinarte                 | 24   | 180         | Europa del Norte   |              |
| Líbano                          | Annabella Hilal               | 20   | 179         | Europa del Sur     |              |
| Liberia                         | Patrice Juah                  | 21   | 173         | África             |              |
| Macedonia, ARY                  | Marija Vegova                 | 18   | 181         | Europa del Sur     |              |
| Malasia                         | Adeline Wan Ling Choo         | 23   | 170         | Asia y el Pacífico |              |
| Malta                           | Solange Mifsud                | 22   | 177         | Europa del Sur     |              |
| Martinica                       | Stephanie Colosse             | 19   | 171         | Caribe             |              |
| Mauricio                        | Vanesha Seetohul              | 22   | 174         | África             |              |
| México                          | Karla Jiménez                 | 23   | 170         | América            | Puebla       |
| Moldavia                        | Alexandra Demciuk             | 17   | 176         | Europa del Sur     |              |
| Mongolia                        | Selenge Erdene-Ochir          | 19   | 180         | Asia y el Pacífico |              |
| Montenegro                      | Ivana Knežević                | 17   | 184         | Europa del Sur     |              |
| Namibia                         | Anna Nashandi                 | 22   | 178         | África             |              |
| Nigeria                         | Abiola Bashorun               | 18   | 180         | África             |              |
| Noruega                         | Tonje Skjaervik               | 18   | 176         | Europa del Norte   |              |
| Países Bajos                    | Sheryl Baas                   | 22   | 174         | Europa del Norte   |              |
| Panamá                          | Giselle Bissot                | 23   | 173         | América            |              |
| Perú                            | Silvia Cornejo                | 19   | 180         | América            | Trujillo     |
| Polonia                         | Marzena Cieslik               | 25   | 176         | Europa del Norte   |              |
| Portugal                        | Sara Almeida                  | 19   | 173         | Europa del Sur     |              |
| Puerto Rico                     | Thebyam Carrion               | 23   | 174         | Caribe             |              |
| República Checa                 | Tatiana Kucharova             | 18   | 177         | Europa del Norte   |              |
| República Democrática del Congo | Diane Mwinga                  | 23   | 174         | África             |              |
| República Dominicana            | Paola Torres                  | 21   | 173         | Caribe             | Santiago     |
| Rumania                         | Ioana Boitor                  | 17   | 178         | Europa del Sur     |              |
| Rusia                           | Aleksandra Mazur              | 19   | 176         | Europa del Norte   |              |
| Santa Lucía                     | Tamalisa Baptiste             | 20   | 175         | Caribe             |              |
| Serbia                          | Vedrana Grbovic               | 18   | 175         | Europa del Sur     |              |
| Singapur                        | Colleen Pereira               | 24   | 173         | Asia y el Pacífico | Singapur     |
| Sri Lanka                       | Rapthi Kerkoven               | 18   | 175         | Asia y el Pacífico |              |
| Sudáfrica                       | Thuli Sithole                 | 22   | 173         | África             |              |
| Suecia                          | Cathrin Skog                  | 19   | 171         | Europa del Norte   |              |
| Tahití                          | Vainui Simon                  | 20   | 177         | Asia y el Pacífico |              |
| Tailandia                       | Melisa Mahapol                | 23   | 168         | Asia y el Pacífico |              |
| Tanzania                        | Wema Isaac Sepetu             | 18   | 171         | África             |              |
| Trinidad y Tobago               | Tineke De Freitas             | 20   | 174         | Caribe             |              |
| Turquía                         | Merve Buyuksarac              | 18   | 174         | Europa del Sur     |              |
| Ucrania                         | Olga Shilovanova              | 19   | 176         | Europa del Norte   |              |
| Uruguay                         | Marlene Politi                | 20   | 175         | América            |              |
| Venezuela                       | Federica Guzmán               | 25   | 176         | América            | Caracas      |
| Vietnam                         | Mai Phuong                    | 18   | 185         | Asia y el Pacífico |              |
| Zambia                          | Katanekwa Matundwelo          | 25   | 170         | África             |              |
| Zimbabue                        | Lorraine Maphala              | 21   | 172         | África             |              |

### Datos acerca de las delegadas
Tatiana Kucharova (República Checa) nació en Eslovaquia.